# Homo LesBische Federatie Nederland
De Homo LesBische Federatie Nederland (HLBF.nl) was een belangenorganisatie voor homoseksuelen, lesbiennes en biseksuelen (ook wel "holebi's" genoemd) in Nederland, Nederlandse-Antillen en Aruba. 
HLBF.NL werd opgericht op 14 juni 2004 door John Blankenstein, André van Wanrooij en Giovanni Nijenhuisen en is gevestigd te Breda. Aanleiding was onder meer de interne bestuur-en-directie-ruzie van COC Nederland in 2004, maar na een eerste aarzeling is inmiddels een goede verstandhouding ontstaan tussen HLBF en COC.

## Nederland
De Homo LesBische Federatie Nederland vraagt aandacht voor:
- lokale en regionale homobelangenorganisaties
- herinvoering van het vak 'maatschappijleer' met daarbij standaard lespakketten waarbij de behandeling van seksuele diversiteit op een niet religieuze benadering dient plaats te vinden.
- de positie van homoseksuele docenten en leerlingen
- het stimuleren van een modern bewonersbeleid van bejaarden- en verzorgingstehuizen
- het belang van homoseksuele emancipatie in de sport
- het stellen van grenzen aan de vrijheid van godsdienst zodat aanzetten tot haat en geweld tegen 'andersdenkenden' en 'anderslevenden' niet onbestraft kan blijven
- het herzien van de uitzonderingsregels in de Algemene wet gelijke behandeling
- voorlichting over homo- en biseksualiteit aan politiediensten
- de problematiek rondom homo-ontmoetingsplaatsen
- de te lage aangiftebereidheid van homo- en biseksuelen die het slachtoffer zijn geworden van discriminatie en/of tegen homo's gericht geweld
- de positie van homo- en biseksuelen op Aruba en de Nederlandse Antillen

## Nederlandse Antillen en Aruba
Vanaf begin 2005 speelde de problematiek rondom twee in Nederland getrouwde dames die zich als echtpaar wilden vestigen op Aruba. Het politieke klimaat en publieke debat op Aruba kreeg hierdoor een uiterst nare wending, waardoor de vrouwen, vanwege de toenemende onveiligheid voor henzelf en hun gezin, hun baan bij de overheid (tijdelijk) moesten opgeven, het eiland moesten ontvluchten en in Nederland politiek asiel aanvragen. Na terugkeer in Nederland richtten zij een organisatie op ter bevordering van de emancipatie van Arubaanse homoseksuelen, genaamd TA BASTA! NOS TEI (het is genoeg, wij zijn er). De organisatie was aangesloten bij de Homo LesBische Federatie Nederland, maar werd op 12 december 2005 weer opgeheven. Homoseksuelen en biseksuelen op Aruba kunnen nog terecht bij Stichting ALFA, en Curaçao kent de homo-organisatie Orguyo.
Op 13 april 2007 besloot de Hoge Raad dat overheden in alle gebieden binnen het Koninkrijk der Nederlanden het burgerlijk huwelijk ook voor paren van gelijk geslacht dienen te registreren en gelijk te behandelen met die van verschillend geslacht.